# Ритуал (фильм, 2025)
«Ритуал» (англ. The Ritual) — американский фильм ужасов с элементами триллера, снятый режиссёром Дэвидом Миделлом и написанный им в соавторстве с Энрико Натале. В центре сюжета находится история работы двух священников, которые пытаются забыть о своих разногласиях, чтобы провести серию опасных обрядов экзорцизма и изгнать нечистую силу из женщины.
«Ритуал» был выпущен в кинотеатрах 6 июня 2025 года кинокомпанией XYZ Films.

## Сюжет
Священники Теофилус Ризингер и Джозеф Штайгер пытаются решить свои проблемы: Ризингер пытается разобраться в своей вере, в то время как Штайгер пытается отпустить своё тяжёлое прошлое. Однако им приходится оставить свои проблемы и провести несколько обрядов экзорцизма над девушкой Эммой Шмидт, которая страдает от одержимости демонами.

## В ролях
| Актёр                  | Роль                |
| ---------------------- | ------------------- |
| Аль Пачино             | Теофилус Ризингер   |
| Дэн Стивенс            | Джозеф Штайгер      |
| Эшли Грин              | сестра Роуз         |
| Патриция Хитон         | мать-настоятельница |
| Эбигейл Коуэн          | Эмма Шмидт          |
| Ричи Монтгомери        | Честер              |
| Мария Камила Джиральдо | сестра Камила       |
| Эмили Бринкс           | Бетти               |
| Энрико Натале          | доктор Фабиан       |
| Лианн Паттисон         | сестра Антонелла    |
| Кортни Рэй Аллен       | сестра Мэри Джозеф  |

## Производство
В июле 2023 года актёры Аль Пачино и Бен Фостер подписали контракт на участие в фильме. Съёмки фильма стартовали в январе 2024 года в городе Натчез, штат Миссисипи.
В апреле 2024 года стало известно, что Фостер покинул проект и его место занял актёр Дэн Стивенс.

## Релиз
Изначально премьера «Ритуала» в кинотеатрах была назначена на 18 апреля 2025 года, но позже была перенесена на 6 июня. Международной дистрибуцией фильма занимается кинокомпания XYZ Films.